# Marià Gonzalvo i Falcon
Marià Gonzalvo i Falcon, conegut futbolísticament com a Gonzalvo III (Mollet del Vallès, 22 de gener del 1922 - Barcelona, 7 d'abril del 2007), fou un destacat futbolista català dels anys 40 i 50. És considerat com un dels millors jugadors de la història del Futbol Club Barcelona, club al qual va ser el capità del llegendari equip de les Cinc Copes. Va ser internacional amb la selecció catalana i amb la selecció espanyola.

## Biografia

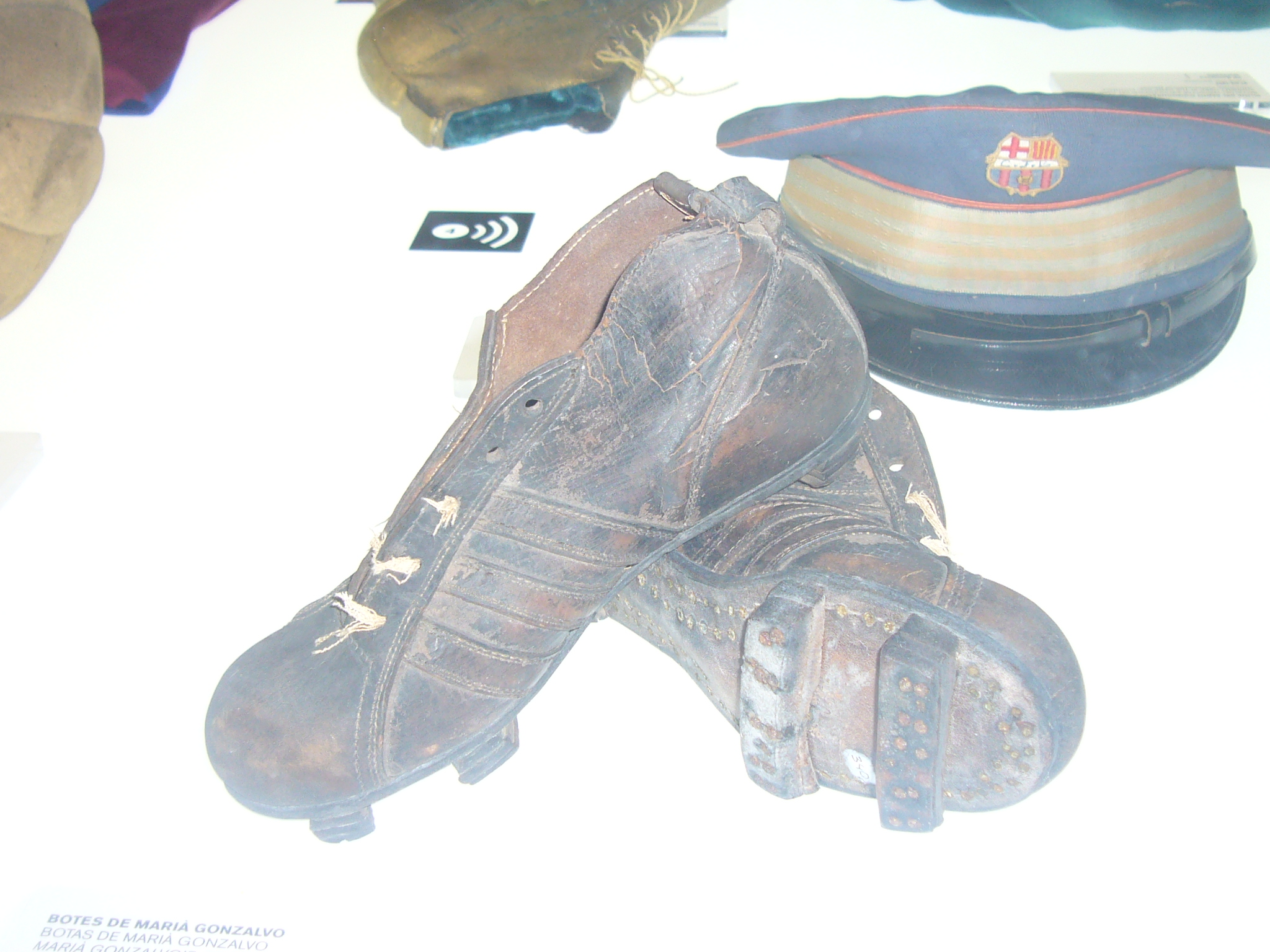
Botes de Marià Gonzalvo, Museu del FC Barcelona

Marià Gonzalvo era un dels membres d'una brillant nissaga futbolística, juntament amb els seus germans Juli i Josep, va jugar d'interior i mig. Defensà els colors del Mollet, CE Europa, FC Barcelona (va debutar a Primera el 13 de desembre del 1942 davant el Sevilla) i UE Lleida, entre d'altres.
Considerat un dels millors jugadors catalans de la història, té un dels palmarès més brillants, amb cinc lligues, tres copes i dues copes llatines entre d'altres. Va jugar dotze anys amb el Barça, amb qui disputà 331 partits i marcà 56 gols, una xifra molt elevada per a un migcampista. Fou 16 vegades internacional amb Espanya i 3 amb Catalunya, i disputà la fase final del Mundial de Brasil 1950, on va disputar cinc partits, contra Estats Units, Xile, Anglaterra, Uruguai i Brasil. Va rebre una important oferta del FC Torino, un dels millors clubs del moment, que va arribar a oferir-li un contracte de vuit milions de pessetes per tres temporades, però el president del Barcelona, Agustí Montal, es va negar a traspassar-lo. Ja veterà, defensà els colors de la UE Lleida i jugà al Comtal (equip filial del Futbol Club Barcelona) en la seva estada a primera divisió.

## Trajectòria esportiva
- CF Mollet
- CE Europa
- FC Barcelona: 1940-41.
- Reial Saragossa: 1941-42, cedit.
- FC Barcelona: 1942-55.
- UE Lleida: 1955-56, cedit.
- CD Comtal: 1956-57.

## Palmarès
- 5 lligues espanyoles: 1945, 1948, 1949, 1952, 1953.
- 3 copes espanyoles: 1951, 1952, 1953.
- 2 copes llatines: 1949, 1952.
- 1 Copa d'Or Argentina: 1945.
- 3 copes Eva Duarte: 1948, 1952, 1953.